# 朱斐斐
朱斐斐（英語：Christine Chu Fei Fei，1992年5月25日—），香港女演員及健身教練，曾為無綫電視基本藝人合約藝員。

## 簡歷
朱斐斐有一名胞姊；在2000至2005年間曾就讀路德會沙崙學校，2012年則畢業於玫瑰崗學校；與同為無綫電視藝人的李芷晴是同班同學。她求學時經常參加校際朗誦節活動，從小學開始又參與校外公開寫作活動比賽。其後，她因喜歡佘詩曼而投考第26期無綫電視藝員訓練班，惟自入行以來所飾演的角色大多屬客串性質，事業發展不太順利，故此令情緒出現問題而一度患上抑鬱症及暴食症，遂一邊接受心理醫生和中西醫治療，一邊依靠健身運動釋放壓力。
直至2017年，朱斐斐在處境劇《愛·回家之開心速遞》中飾演「高栢菲（少年）」一角，才開始獲觀眾留意；2018年開始亦有任職 MegaBox Goji Studios 分店健身教練，跟李日昇、譚坤倫、郭子豪、思霆等藝人組成教練團隊「HK Celebrity Coach」；2020年於劇集《迷網》內飾演大學校花「阮燕菁」，演出再次受到注目，並在同年9月開設了一間售賣健康食品及時裝的網店「ffcshophk」。2021年6月，她因在劇集《寶寶大過天》裡飾演印籍傭工「Siti」而受觀眾關注，同年與天盟娛樂簽約。

## 演出作品
- 堅離地愛堅離地[14]飾演張彩月（青年）
- 大步走[15]）飾演護士
- 愛美麗狂想曲[16]飾演店員

## 外部連結
- 朱斐斐的Facebook專頁
- 朱斐斐的Instagram帳戶
- ffcshophk的Instagram帳戶
- 朱斐斐在香港影庫上的簡介